# Titanebo cantralli
Titanebo cantralli es una especie de araña cangrejo del género Titanebo, familia Philodromidae. Fue descrita científicamente por Sauer & Platnick en 1972.

## Distribución
Esta especie se encuentra en los Estados Unidos.